# Alexejewka (Gluschkowo)
Aleksejewka (russisch Алексеевка) ist ein Dorf (selo) in der Oblast Kursk in Russland. Es gehört zum Rajon Gluschkowo und ist Sitz (und gleichzeitig die einzige Ansiedlung) der Landgemeinde (selskoje posselenije) Aleksejewski selsowjet.

## Geographie
Der Ort liegt gut 134 km Luftlinie südwestlich des Oblastverwaltungszentrums Kursk im südwestlichen Teil der Mittelrussischen Platte, 21 km nordwestlich des Rajonverwaltungszentrums Gluschkowo, 2,5 km von der Grenze zwischen Russland und der Ukraine, am Fluss Seim.

### Klima
Das Klima im Ort ist wie im Rest des Rajons kalt und gemäßigt. Es gibt während des Jahres eine erhebliche Niederschlagsmenge. Dfb lautet die Klassifikation des Klimas nach Köppen und Geiger.

## Bevölkerungsentwicklung
| Jahr | Einwohner |
| ---- | --------- |
| 2002 | 737       |
| 2010 | 483       |
| 2012 | 467       |
| 2013 | 459       |
| 2014 | 442       |
| 2015 | 434       |
| 2016 | 424       |
| 2017 | 417       |

Anmerkung: Volkszählungsdaten

## Verkehr
Aleksejewka liegt 5,5 km von der Straße regionaler Bedeutung 38K-040 (Chomutowka – Rylsk – Gluschkowo – Tjotkino – Grenze zur Ukraine), an der Straße interkommunaler Bedeutung 38N-692 (38K-040 – Aleksejewka) und 5,5 km von der nächsten Eisenbahnhaltestelle Schetschkowe (Eisenbahnstrecke Chutir-Mychajliwsky – Woroschba) entfernt.
Der Ort liegt 177 km vom internationalen Flughafen von Belgorod entfernt.